# وولسینگهام
longitudeوولسینگهامlatitudeوولسینگهام
وولسینگهام (به انگلیسی: Wolsingham) یک شهرک در بریتانیا است که در انگلستان واقع شده‌است.

## خصوصیات
وولسینگهام ۲٬۰۶۱ نفر جمعیت دارد.